# Ingrid Vojčináková
Ingrid Vojčináková (* 5. November 1993) ist eine slowakische Tennisspielerin.

## Karriere
Vojčináková spielt überwiegend auf Turnieren der ITF Women’s World Tennis Tour, bei denen sie bislang drei Doppeltitel gewonnen hat.

### College Tennis
2013 bis 2017 spielte sie für das Damentennisteam der Lady Monarchs der Old Dominion University und wechselte dann 2017 zur University of Stirling.

## Turniersiege

### Doppel
| Nr. | Datum             | Turnier        | Kategorie   | Belag | Partnerin                    | Finalgegnerinnen                 | Ergebnis         |
| --- | ----------------- | -------------- | ----------- | ----- | ---------------------------- | -------------------------------- | ---------------- |
| 1.  | 8. September 2018 | Székesfehérvár | ITF $15.000 | Sand  | Wiktorija Kan                | Tamara Čurović Draginja Vuković  | 7:5, 6:3         |
| 2.  | 8. Juni 2019      | Tabarka        | ITF W15     | Sand  | Natasha Fourouclas de Castro | Bárbara Gatica Rebeca Pereira    | 3:6, 6:4, [10:8] |
| 3.  | 6. Juli 2024      | Mogyoród       | ITF W15     | Sand  | Kateřina Mandelíková         | Panna Bartha Katerina Tsygourova | 6:2, 7:5         |